# Lohra
Lohra är en kommun och ort i Landkreis Marburg-Biedenkopf i Regierungsbezirk Gießen i förbundslandet Hessen i Tyskland. De tidigare kommunerna Damm, Nanz-Willershausen och Rodenhausen uppgick i Lohra 31 december 1971, Reimershausen 1 juli 1972 samt Altenvers, Kirchvers, Rollshausen, Seelbach och Weipoltshausen 1 juli 1974.